# Jacques Brassine
Jacques-Joseph Brassine (Namen, 12 oktober 1830 - Oudergem, 25 december 1899) was een Belgisch militair en minister van Oorlog.
Hij was luitenant-generaal en was minister van Oorlog van 1893 tot 1896.